# باولو أنطونيو دي كارفالهو إي ميندونسا

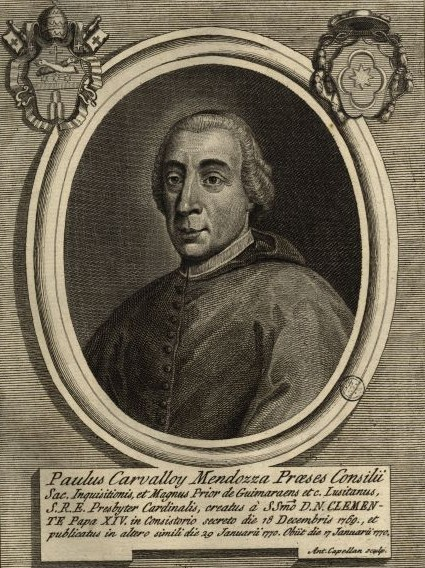
باولو أنطونيو دي كارفالهو ميندونسا. نقش غير مؤرخ. فنان مجهول.

باولو أنطونيو دي كارفالهو إي ميندونسا (بالإسبانية: Paulo António de Carvalho e Mendonça)‏ (1702-1770)  هو كاهن برتغالي وكاردينال ، وقضائي شغل منصب المشرف على منزل وممتلكات الملكة ماريانا فيتوريا ، ورئيسا لمجلس الشيوخ في لشبونة ،  كان أيضا كنسيا لكاتدائية لشبونة  والمحقق العام لمحاكم التفتيش المقدسة .